# Puigdessalit
Puigdessalit, o Puig d'Assalit, és una antiga fortificació en el turó de Sant Feliu, a Torelló (Osona). S'ha relacionat amb l'antic castell de Cervià o amb les muralles de Torelló. Només resten els fonaments d'una torre i un mas reconstruït.

## Descripció
La masia, anomenada antigament Mas Puigdessalit, és de planta rectangular coberta a dues vessants amb el carener perpendicular a la façana la qual és orientada a ponent. Presenta un portal rectangular descentrat que està alineat amb la finestra que hi ha al damunt. Entre la finestra i la porta hi ha un escut. A la part esquerra de la façana s'hi adossa un cos rectangular cobert a una sola vessant i amb una galeria a la part superior arcs rebaixats sobre pilars. La masia és de pedra o alguns sectors han estat arrebossats. A la part de migdia, conserva una finestra amb escultures.
Damunt de la porta de la masia es conserva un escut on es representa una columna amb capitell jònic i una foguera a la part inferior, tot coronat per un elm florejat i flanquejat per dos lleons rampants. Segons Fortià Solà, el blasó dels Puigdassalit té un mont o puig en forma de campana, amb un motiu de fullatge a la part baixa, una creu al cim, i dos lleons rampants, un per banda. Però la unió amb les famílies Estanyol, Malla, Conanglell, Saiz i Foix van modificar l'escut.
Adossada al mas hi ha una petita capella anterior al segle xiii, dedicada a sant Antoni Abat.
Prop del mas resten els fonaments de l'antiga fortalesa i un jaciment ibèric.

## Història
La torre està documentada des del 1212. El doctor Fortià Solà, en el seu llibre del 1947 Història de Torelló, apunta que aquesta torre podria haver format part de l'antiga muralla de Torelló, o del Castell de Cervià. Aquest castell estava edificat en el punt més alt del puig de Sant Feliu, segurament en el turonet on actualment es troba el Mas el Puig. Possiblement el mas es va reconstruir al segle xvi amb les ruïnes del castell.
L'antiguitat del mas pot remuntar-se als primers temps de la reconquesta entre les primeres famílies que poblaven el terme de Torelló. L'historiador F. Solà recull la genealogia des del primer quart del segle xiii. Pere Assalit és el primer habitant de la casa del qual es té notícia. Aquest llinatge s'extingí a les darreries del segle xix amb la mort de M. Anna Puigdessalit que va morir sense descendència. La propietat es va incorporar al patrimoni de la família Bru de Sala, al segle xviii. Des del 1904 és de la família Pujols.